# Mannen inom honom
Mannen inom honom (engelsk titel The Man Within) är en roman skriven av den brittiske författaren Graham Greene. Mannen inom honom utkom 1929 och var Greenes debutroman.

## Filmatisering
Romanen filmatiserades 1947 som The Man Within (Kapten Laglös på svenska), regisserad av Bernard Knowles och med Michael Redgrave i huvudrollen.